# Avia BH-8
Avia BH-8 – czechosłowacki samolot myśliwski z okresu międzywojennego.

## Historia
W 1923 roku w wytwórni lotniczej Avia na podstawie konstrukcji samolotu Avia BH-6 opracowano kolejny samolot myśliwski w układzie dwupłatu preferowanego przez lotnictwo. Samolot ten otrzymał oznaczenie BH-8.
Prototyp samolotu BH-8 został oblatany w dniu 5 września 1923 roku, po czym uczestniczył w konkursie na samolot myśliwski dla czechosłowackiego lotnictwa, gdzie jego konkurentami były samoloty Aero A-20 i Letov Š-7. Żaden jednak z tych samolotów nie spotkał się z zainteresowaniem. W związku z tym zaniechano dalszych prac nad płatowcem, ale stał się on podstawą kolejnego samolotu wytwórni – Avia BH-17.

## Użycie w lotnictwie
Samolot Avia BH-8 uczestniczył tylko w testach fabrycznych oraz brał udział w konkursie na samolot myśliwski dla lotnictwa czechosłowackiego.

## Opis techniczny
Samolot myśliwski Avia BH-8 był dwupłatem o konstrukcji drewnianej. Kadłub mieścił odkrytą kabinę pilota, a przed nią umieszczono silnik. Napęd stanowił 8-cylindrowy silnik widlasty w układzie V, chłodzony cieczą. Podwozie klasyczne, stałe.
Uzbrojenie stanowiły 2 zsynchronizowane karabiny maszynowe Vickers kal. 7,7 mm umieszczone w kadłubie po obu stronach silnika.